# 王诩 (脩武县县令)
王诩（3世纪？—？），字季演，一字季胤，琅邪临沂人，王雄的孙子，王乂的儿子，王衍和王澄的兄弟，在晋朝官至脩武县县令。
有人去拜访王衍，遇到王戎、王敦、王导在座，去另间屋子，又见到王诩和王澄。访客回来后对人说：“今天这一次出行，目光所及均是玉石和珠宝。”

## 子女
- 王氏，嫁温峤